# 2892 Filipenko
2892 Filipenko è un asteroide della fascia principale del diametro medio di circa 56,13 km. Scoperto nel 1983, presenta un'orbita caratterizzata da un semiasse maggiore pari a 3,1688345 UA e da un'eccentricità di 0,2128870, inclinata di 16,90784° rispetto all'eclittica.